# Greenwich
Greenwich (kiejtéseⓘ) London Greenwich kerületének egyik része, a Temze déli partján található. Egyrészt tengeri történelméről, másrészt csillagvizsgálójáról nevezetes, mert annak közepén megy át a „greenwichi délkör”, a 0° hosszúsági kör, ami hagyományosan a zónaidő-számítás alapja (GMT).

## Szomszédos negyedek
- Deptford
- Blackheath
- St Johns
- Westcombe Park
- New Cross
- Lewisham
- Kidbrooke
- Charlton
- Peckham
- Thamesmead
- Plumstead
- Woolwich

## Éghajlat, időjárás
Éves átlagos maximum-hőmérséklet: 14,8 °C, minimum-hőmérséklet: 7,2 °C, a csapadék mennyisége: 583,6 mm.

## Története

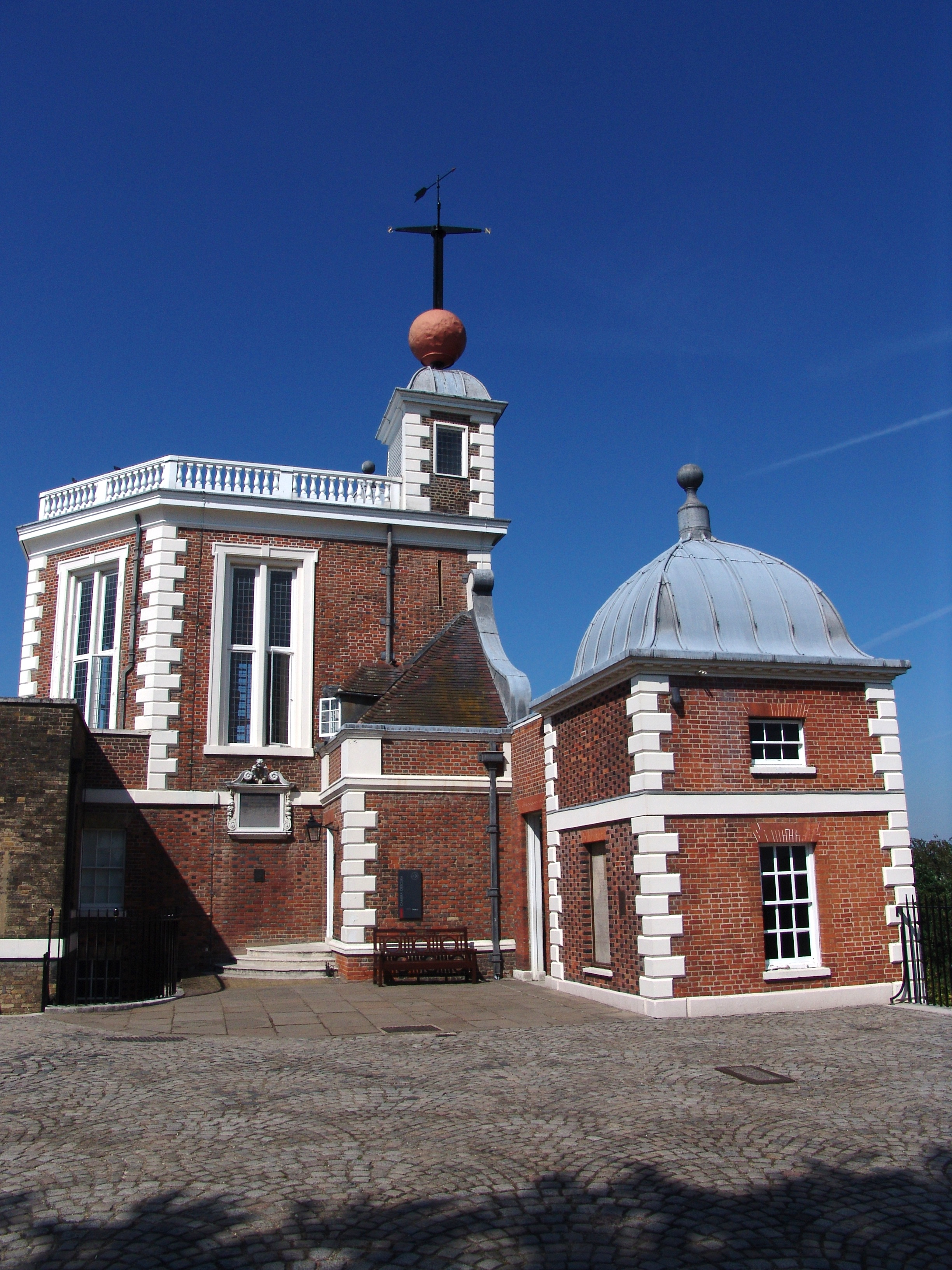
A greenwichi Királyi Obszervatórium

A Greenwich Parkban a Flamsteed-háztól délnyugatra található halomsírokról úgy vélik, korai bronzkori eredetűek, melyeket az angolszászok használtak temetkezési helyként a 6. században is. Keleten a Vanbrugh és a Maze Hill Gates között egy római kori villa vagy templom látható. Egy kis területen még látható a vörös kövezet, melyet 1902-ben szedtek föl, és alatta 300 érmét találtak Claudius és Honorius idejéből. A Londontól Doverig vezető római út átszeli a felföldet Greenwich déli része felé Blackheathen át. Ezt követi egy korábbi kelta út Canterburytől St Albansig. V. Henrik idejére Greenwich már csak egy halászváros volt biztonságos horgonyzóhellyel a folyóban.
II. Ethelred uralkodása idején a dánok flottája több mint három éven át horgonyzott a Temzén, a sereg maga följebb táborozott a hegyen. Megtámadták Kent városát, majd 1012-ben elfoglalták Canterburyt és Canterburyi Elfeg érseket hét hónapig tartották fogva táborukban. Végül halálra kövezték őt, amiért visszautasította váltságdíjának (3 000 ezüst) kifizetését, és megtartották a testét, mígnem egy vérébe mártott bot kihajtott. E csoda hatására testét visszaadták követőinek, mártírságáért szentté avatták és a 12. században egy plébániatemplomot neveztek el róla. Jelenleg azon a helyen áll a Szent Elfeg-templom, melyet Nicholas Hawksmoor tervezett 1714-ben, és 1718-ban épült fel. A dán tábor nyomai még talán felfedezhetők Blackheath határának közelében.
A Domesday Book (Ítéletnapi könyv) szerint Greenwich Bayeux-i Odo püspök birtoka volt, akinek földjeit az uralkodó kobozta el 1082-ben. III. Eduárd és későbbi uralkodók is rendszeres látogatók voltak, IV. Henrik angol király itt végrendelkezett, és V. Henrik Thomas Beaufort exeteri hercegnek adományozta, aki 1417-ben halt meg. A palotát VI. Henrik kormányzója és Gloucester hercege, Humphrey építtette, elkerítette a parkot és felállított egy tornyot a Királyi Obszervatórium helyén. Humphrey halála után VI. Henrik hitvese, Anjou Margit átnevezte Palace of Placentia vagy Pleasaunce névre. A palota építését és bővítését 1466-ban fejezte be IV. Eduárd és feleségének, Elizabeth Woodwille-nek ajándékozta.

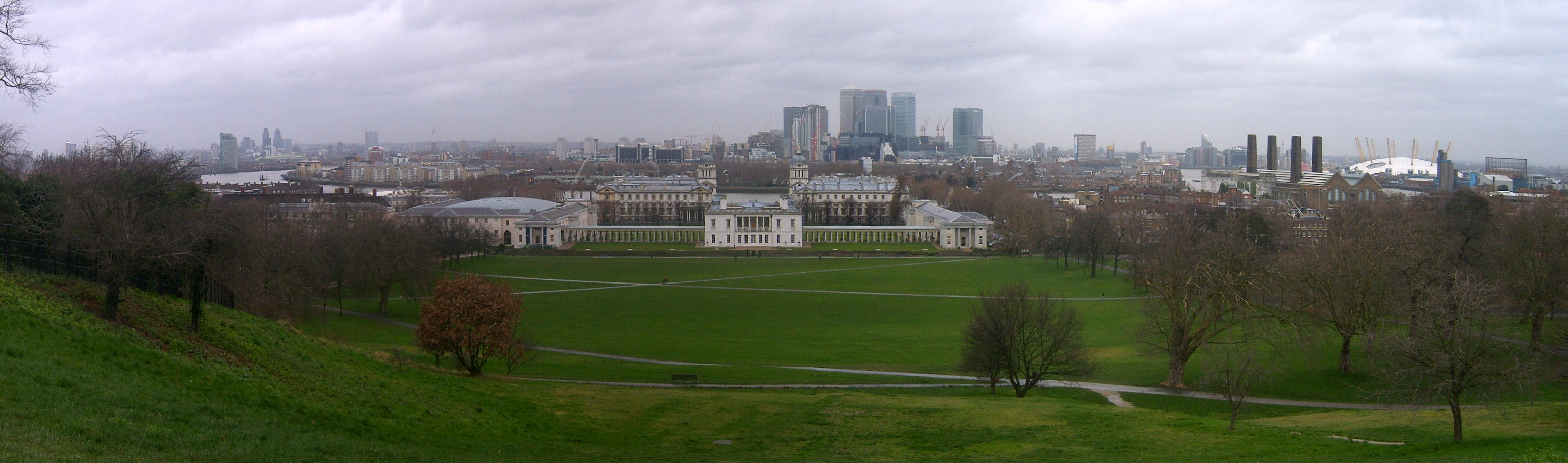
A királyi park és a Nemzeti Tengerészeti Múzeum

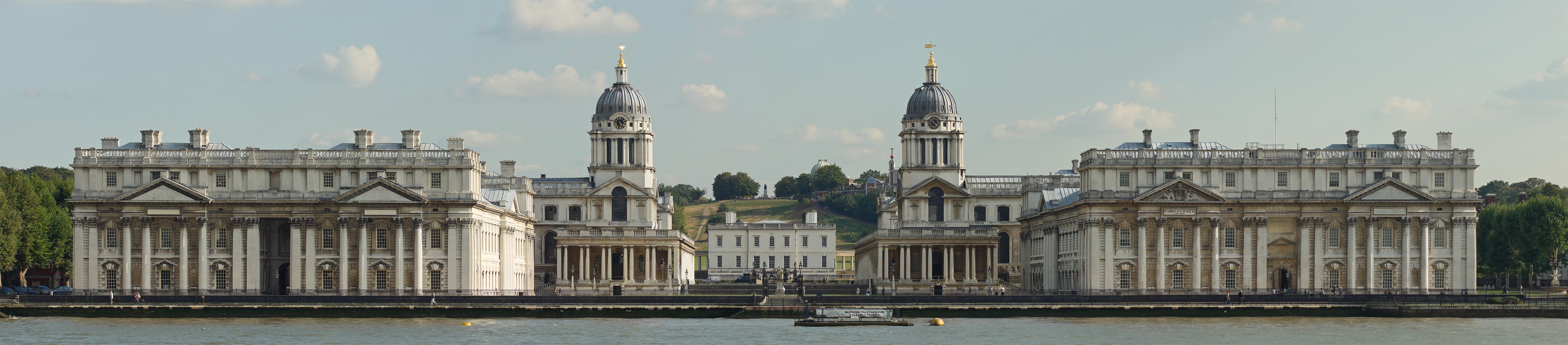
University of Greenwich

A palota VII. Henrik legfőbb tartózkodási helye volt, fiai Henrik (későbbi VIII. Henrik) és Edmund Tudor is itt születtek. Henry jobban kedvelte Greenwichet az Eltham palotánál, ami a korábbi királyi rezidencia volt. I. Mária (1516. február 18.) és I. Erzsébet (1533. szeptember 7.) királynők is Greenwichben születtek, Erzsébetnek ez volt a kedvenc nyári rezidenciája.
Az angol polgárháború alatt a palotát kétszersült-gyárként és börtönként hasznosították, majd elkobozták a Lord Protector számára. A Restaurációs mozgalom idején a palota már használhatatlan volt és lerombolták. II. Károly részére új építkezésekbe fogtak, de csak a Károly király blokkot sikerült befejezni. Akkor az épületet átépítették a greenwichi kórház részére, melyet Christopher Wren tervezett és később Hawksmoor fejezte be.
Dániai Anna Inigo Jonesszal építtetett egy házat a hegyen, mely a kórházra és folyóra néz, ez jelenleg a Nemzeti Tengerészeti Múzeum központi épülete. Ezt 1934-ben alapították és a korábbi Királyi Kórházi iskola épületeiből alakították ki.

## Érdekességek

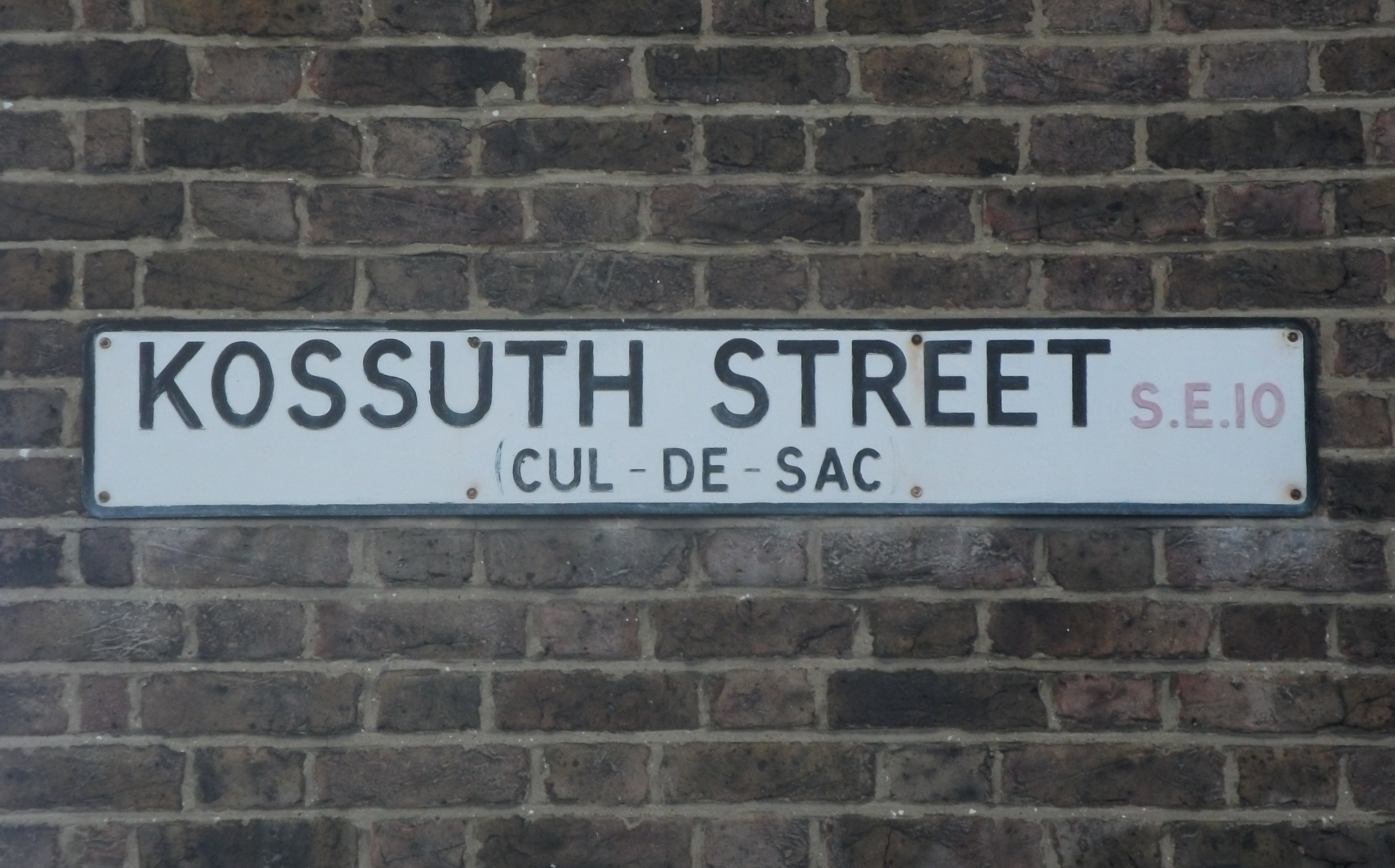
Az egyetlen Kossuth utcanévtábla Londonban.

Greenwichben, a Temzétől nem messze található egy kis zsákutca, melyet 1899. október 17-én Kossuth Lajosról neveztek el (öt évvel Kossuth torinói halála után).

## Külső hivatkozások
- British History Online
- Greenwich - A világörökség része
- Greenwich Tourist Information Centre